# Balluta Buildings
Balluta Buildings – luksusowy budynek mieszkalny w stylu secesyjnym (Art Nouveau), wznoszący się nad Balluta Bay w St. Julian’s na Malcie. Zbudowany w 1928 dla markiza Johna Scicluny, według projektu Giuseppe Psaili. Uważany jest za jeden z najwspanialszych przykładów architektury secesyjnej, które zachowały się na Malcie, i jeden z najbardziej charakterystycznych budynków na wyspie.

## Historia
Pierwotnie na miejscu, na którym obecnie stoi budynek, znajdowały się tarasowe pola, które na początku XIX wieku zostały włączone do ogrodu pobliskiej willi St. Ignatius. W latach dwudziestych XX wieku willa i jej działka zostały podzielone i sprzedane, a pierwszymi budynkami, które miały powstać na części dawnego ogrodu, były Balluta Buildings. Apartamentowiec został zbudowany w 1928 dla markiza Johna Scicluny, jego projekt wykonał architekt Giuseppe Psaila. Nazwa budynku pochodzi od drzew dębu (malt. ballut), których kilkanaście rosło na placu przed nim; to także dało nazwę pobliskiej zatoce.

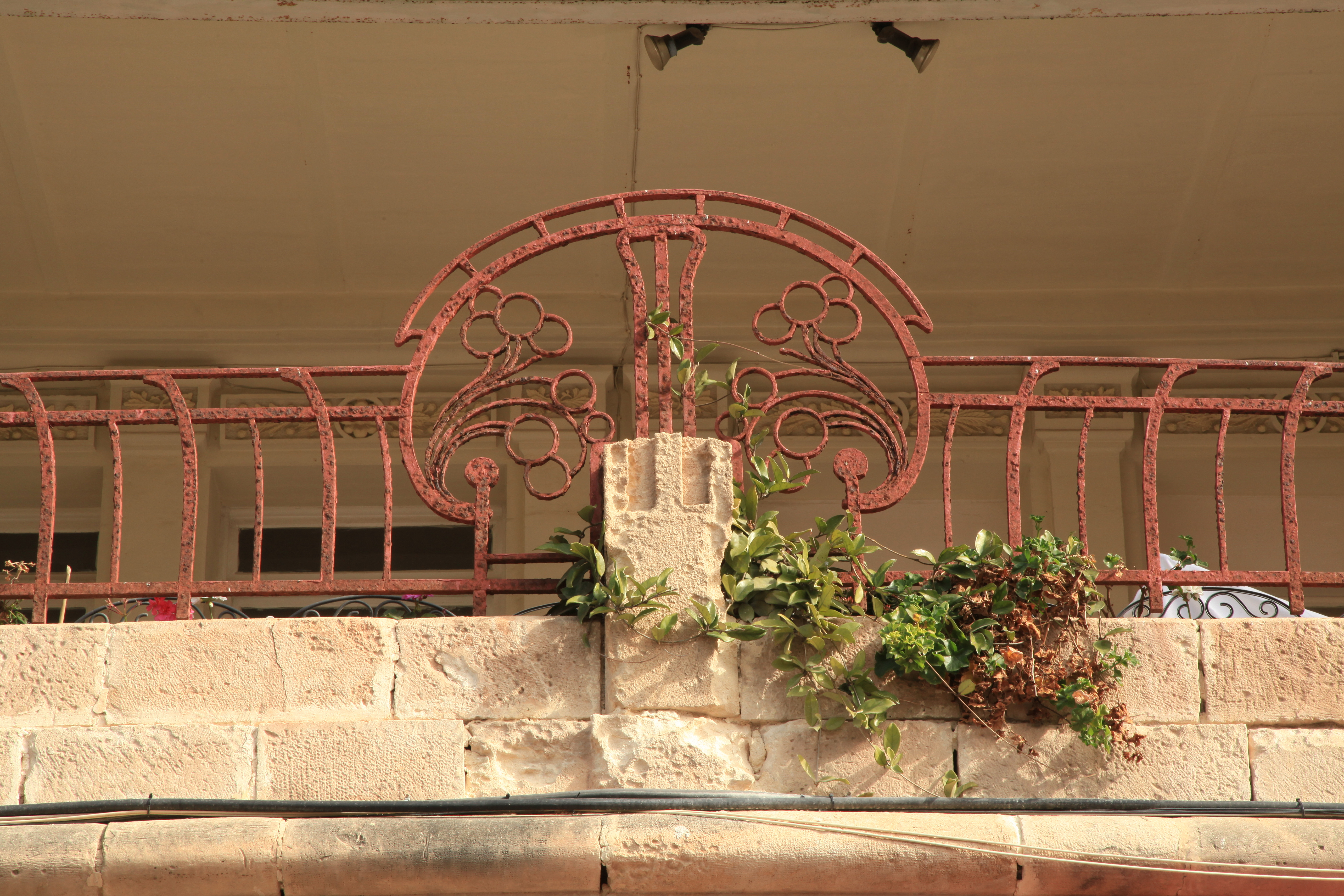
Ozdobne secesyjne elementy metalowe w Balluta Buildings

W budynku na początku znajdowały się jedne z największych i najbardziej luksusowych apartamentów w Europie, adres budynku stał się prestiżowym na Malcie. Zgodnie z prawem najmu, wielu lokatorów i ich spadkobierców utrzymało mieszkania za niewielki nominalny czynsz. Z dwudziestu mieszkań, szesnaście pozostaje w rękach spadkobierców pierwszych lokatorów, trzy powróciły w posiadanie właścicieli, a jeden został sprzedany. Na parterze budynku znajdują się punkty gastronomiczne.
Budynek pozostał niezmieniony i jest w relatywnie dobrym stanie, jakkolwiek potrzebuje odnowienia. 

## Architektura

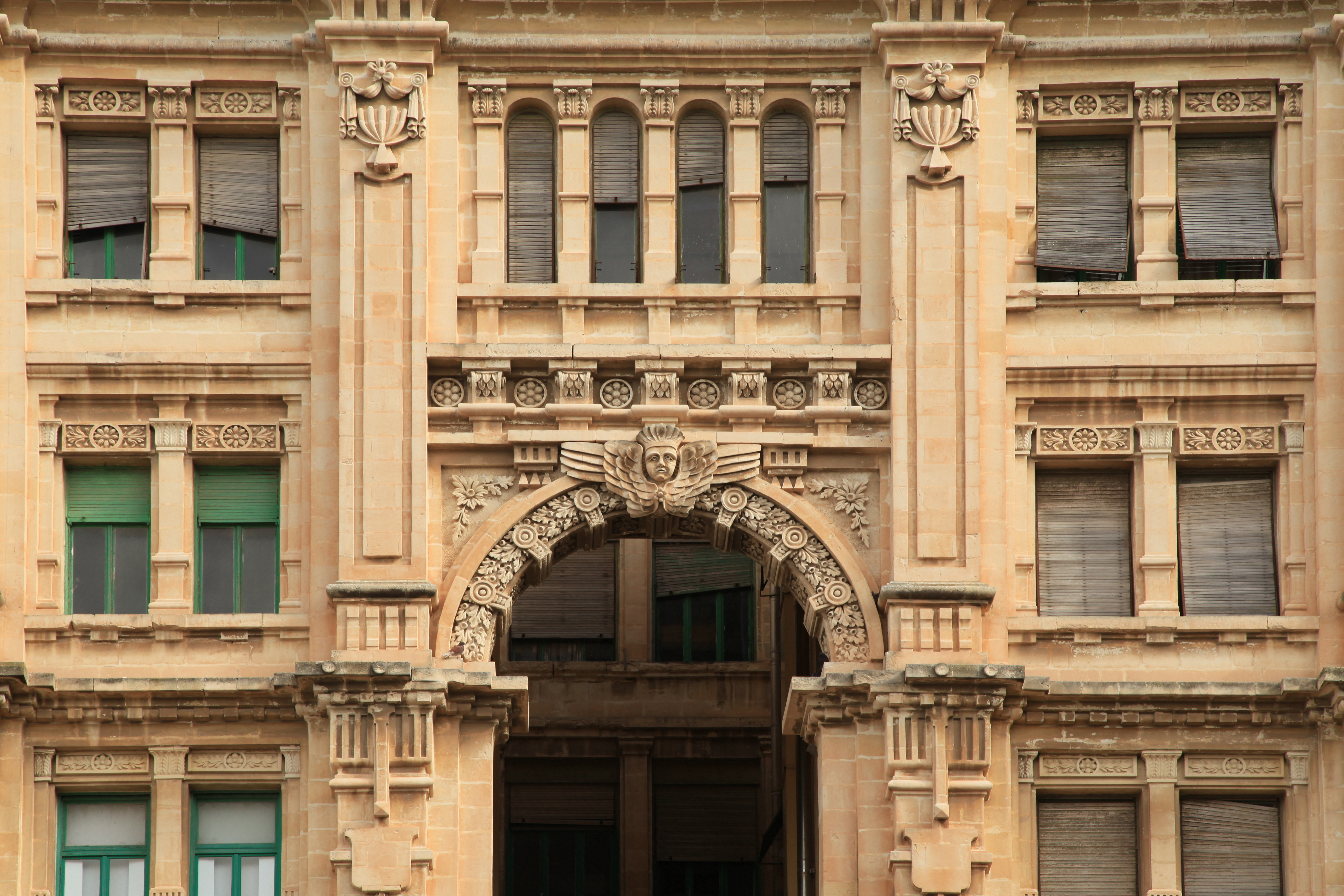
Ornamenty fasady

Budynek Balluta Buildings jest jednym z najwspanialszych spośród kilku zachowanych secesyjnych budynków na Malcie, jest jednocześnie uznawany za arcydzieło jego projektanta i jeden z najbardziej charakterystycznych budynków w kraju. Składa się z trzech połączonych bloków mieszkalnych, z trzema pionowymi strukturami, mającymi długie pionowe łukowe otwory wystające z reszty budynku. Są one zwieńczone kluczami ozdobionymi rzeźbionym putto. Otwory są flankowane rzędem podwójnych okien i pilastrów po obu stronach. Każdy blok jest zwieńczony przyczółkiem, a na rogach każdego z nich znajdują się napisy „BALLUTA” (lewy blok), „BUILDINGS” (prawy blok) i „A.D. MCMXXVIII” (blok centralny). Okna, pilastry i inne części budynku posiadają misterne kwiatowe i geometryczne dekoracje.

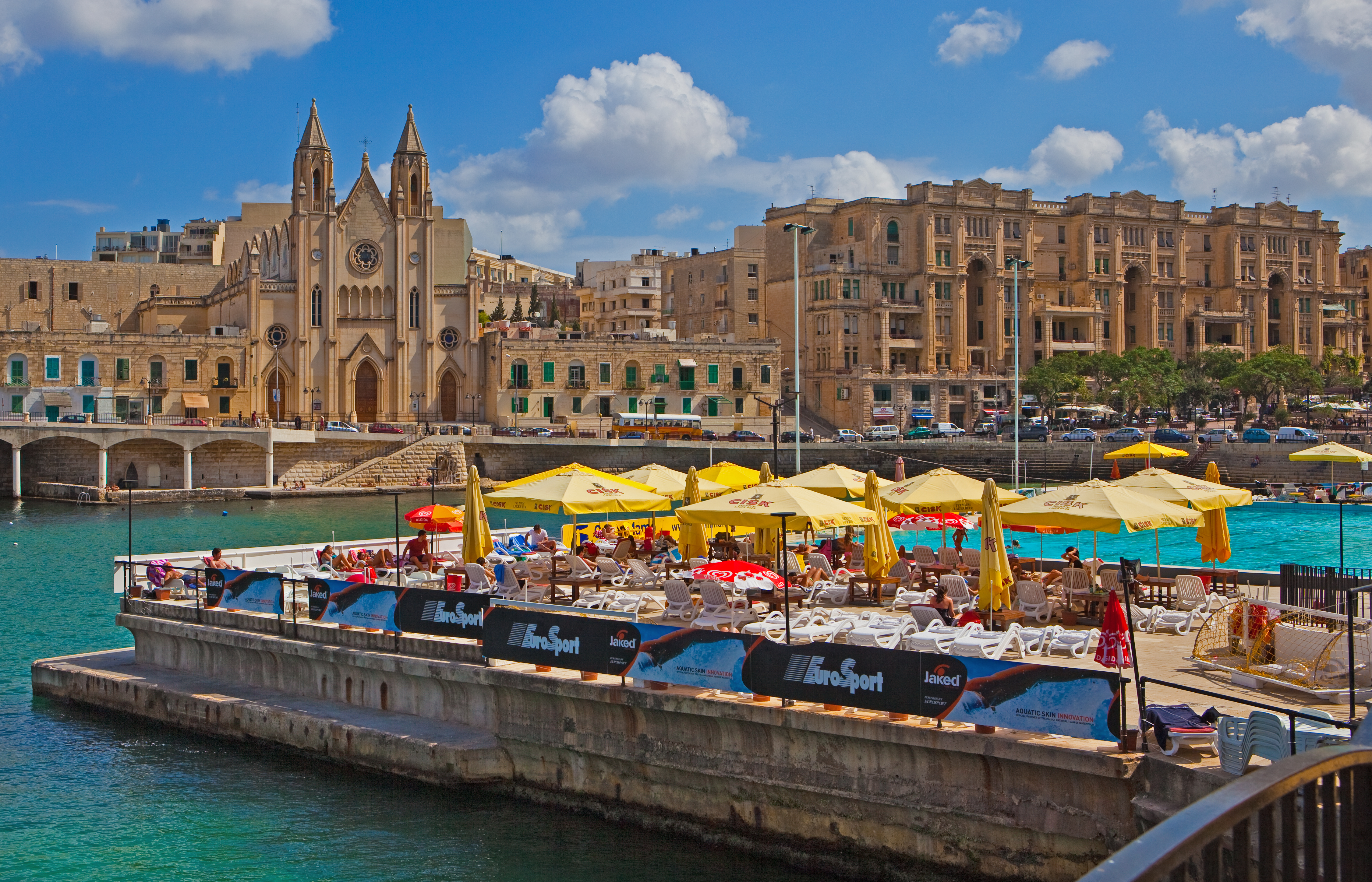
Balluta Buildings (po prawej) oraz kościół Karmelitów (po lewej) górują nad Balluta Bay

Bloki na niższych piętrach połączone są werandami, z gładką fasadą na górnych kondygnacjach. Konstrukcja, która zawiera wiele sklepów, wzmacnia cały budynek na poziomie ulicy, potęgując jego trójwymiarowość. Budynek powstał z lokalnego wapienia.
Dwadzieścia luksusowych apartamentów, znajdujących się w budynku, ma dużą powierzchnię. Posiadają one wysokie sufity oraz kolumny. Podłogi wykonane są z oryginalnych maltańskich płytek. Ozdobne elementy metalowe, zainstalowane w całym budynku, są wysokiej jakości. Nie jest pewne, czy są one wykonane przez Psailę, czy też innego artystę.

## Ochrona wartości kulturowych
Budynek status zabytku narodowego pierwszej klasy, umieszczony jest na liście National Inventory of the Cultural Property of the Maltese Islands pod nr. 01212.